# Andreas Hofer

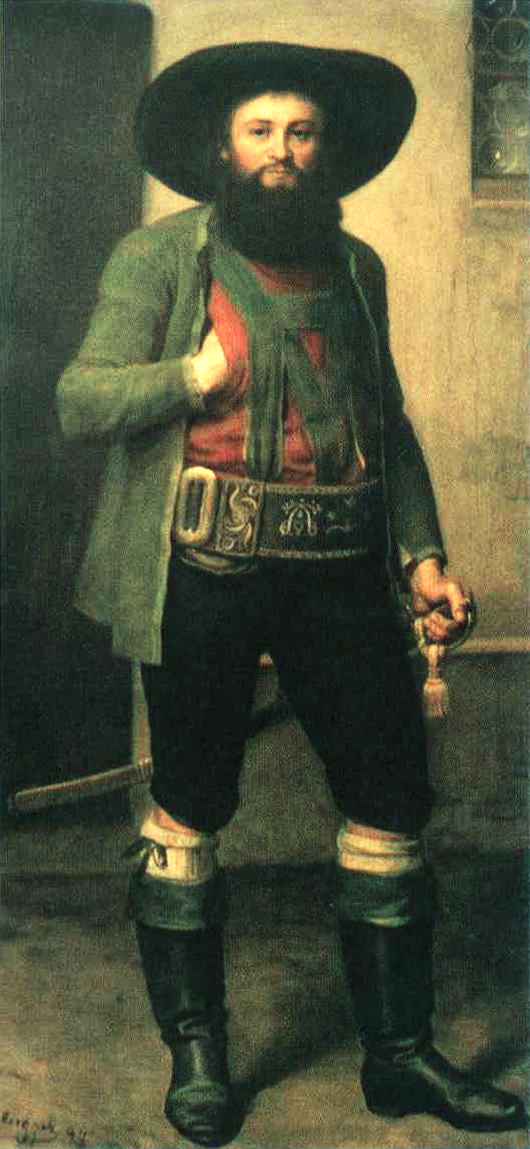
Andreas Hofer met hoed

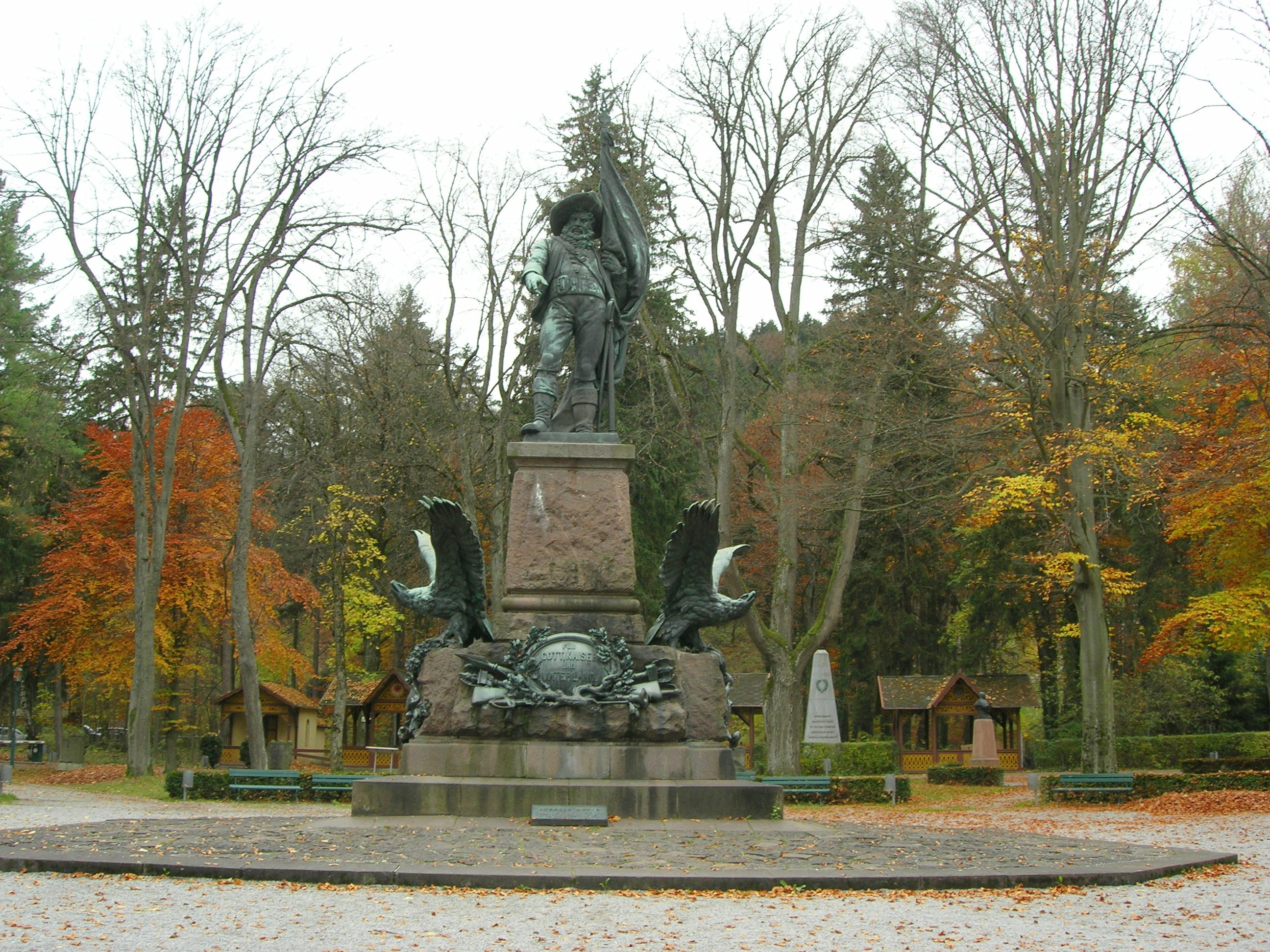
Het standbeeld van Andreas Hofer dat in 1892 onthuld werd op de Bergisel ter nagedachtenis aan de veldslagen die het Tirools verzetleger hier leverde

Andreas Hofer (Sandhof nabij Sankt Leonhard in Passeier, 22 november 1767 – Mantua, 20 februari 1810) was een Tiroolse nationale held en vrijheidsstrijder.
Andreas Hofer werd te Sandhof nabij Sankt Leonhard in Passeier (Zuid-Tirol) geboren. In de vrijheidsstrijd van 1809 voerde Hofer tot driemaal toe de Tirolers tot een overwinning op de Franse troepen van Napoleon Bonaparte.
Als gevolg van de Oostenrijkse nederlaag in de Derde Coalitieoorlog stond Tirol sinds 1805/1806 onder Beiers bestuur. Op 9 april 1809 brak er een opstand uit waarvan Hofer de leiding op zich nam. Op 25 en 29 mei behaalden de opstandelingen bij de Bergisel een overwinning. Daarna volgde de wapenstilstand van Znaim, waarbij Tirol opnieuw bezet werd door de troepen van Napoleon. Weer ging de oproep tot strijd rond onder de boeren van Tirol en opnieuw behaalden zij een overwinning. Daarna zetelde Hofer als opperbevelhebber van Tirol in de Hofburg van Innsbruck.
De Vrede van Schönbrunn was voor Hofer aanleiding om opnieuw in opstand te komen, maar deze keer eindigde dat in een nederlaag bij de Bergisel. Een hernieuwde oproep de wapens op te nemen kreeg weinig gehoor. Hofer moest vluchten, maar werd door Franz Raffl verraden. Hij werd 28 januari 1810 bij de Mähderhütte van de Pfandleralm (een bergweide van de Prantach boerderij tegenover St. Martin im Passeier) gevangengenomen.
Hofer werd naar Mantua in Noord-Italië gebracht en moest voor een krijgsraad komen. Hij werd veroordeeld en op 20 februari 1810 geëxecuteerd door een vuurpeloton. Hij weigerde een blinddoek om te doen en om te knielen. Andreas gaf zelfs geld aan de korporaal in leiding waarop hij hem vertelde; "schiet recht". Het bevel om te vuren gaf Andreas zelf. Hofer werd een held in Duitsland en Oostenrijk en een symbool tegen de agressie van Frankrijk en Napoleon.
Andreas Hofer ligt sinds 1823 in de Hofkirche in Innsbruck begraven. Ieder jaar wordt hij op 20 februari als held van het vaderland geëerd.